# Joachim von Levetzow

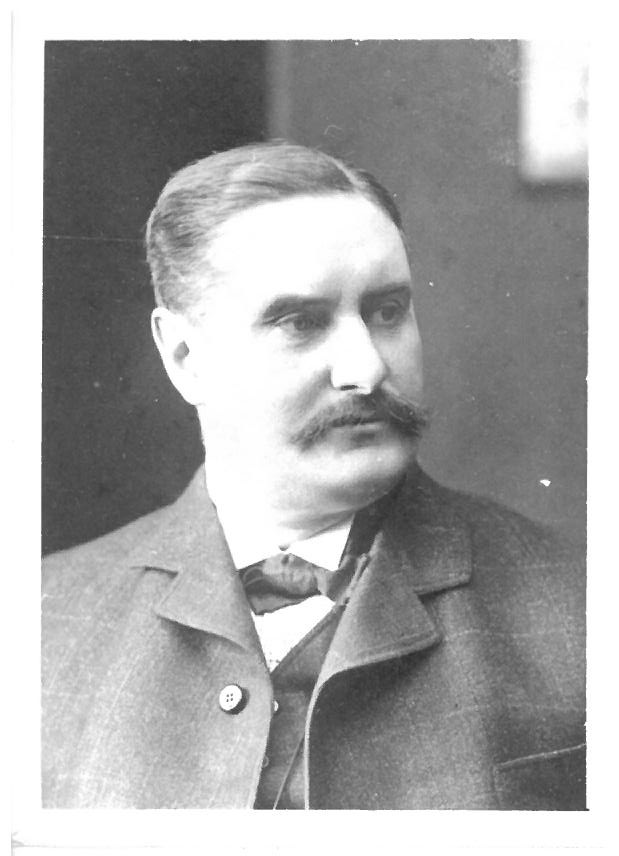
Porträtfoto Joachim von Levetzow

Joachim von Levetzow, eigentlich Carl Joachim Gustav Emil Wilhelm von Levetzau, auch mit Besitznamen v. Levetzow-Sielbeck (* 23. November 1859 in Plön; † 1. August 1933 in Malente) war ein preußischer Offizier, Gutsbesitzer, oldenburgischer Landtagsabgeordneter und Verbandsfunktionär.

## Leben
Joachim von Levetzau/Levetzow entstammte dem dänischen Zweig des ursprünglich mecklenburgischen Adelsgeschlechts Levetzow/Levetzau. Er war das älteste Kind und einziger Sohn des dänischen Kammerjunkers und preußischen Landrats Werner von Levetzau und dessen Frau Fanny, geborene Gräfin von Blücher-Altona (1829–1893). Wilhelm von Levetzau war sein Onkel.
Er besuchte die Höhere Bürgerschule in Apenrade, das Realgymnasium in Flensburg sowie den Realzweig am Katharineum zu Lübeck bis zu seinem Abschluss dort zu Ostern 1880.
Als Dreijährig-Freiwilliger trat er am 20. September 1880 in das Leib-Grenadier-Regiment (1. Brandenburgisches) Nr. 8 der Preußischen Armee ein und avancierte bis Mitte März 1881 zum Sekondeleutnant. Seine Garnison befand sich in Frankfurt (Oder). Mitte April 1890 wurde er zum Premierleutnant befördert und am 13. September mit Wirkung zum 1. Oktober 1890 für ein Jahr zur deutschen Botschaft in Konstantinopel kommandiert. Nach Abschluss seines Jahres folgte seine Kommandierung zur Dienstleistung beim deutschen Generalkonsulat in Kairo. Unter Stellung à la suite seines Regiments wurde Levetzow am 18. Oktober 1892 auf ein Jahr beurlaubt.
Am 14. September 1893 wurde Levetzow nach Darmstadt in das 1. Großherzoglich Hessische Infanterie-(Leibgarde-)Regiment Nr. 115 versetzt. Unter Beförderung zum Hauptmann wurde er am 14. Dezember 1895 Chef der 8. Kompanie. Am 21. April 1898 wurde ihm durch das Generalkommando ein mehrmonatiger Urlaub für Reisen in den Mittelmeerraum und nach Mittelamerika bewilligt. Im Alter von 39 Jahren nahm Levetzau am 8. Oktober 1898 seinen Abschied mit Pension und der Berechtigung zum Tragen seiner Uniform. Später erhielt er noch den Charakter als Major.
Nach seinem Abschied aus dem Militärdienst erwarb Levetzau einen Hof in Sielbeck zwischen Kellersee und Ukleisee im Fürstentum Lübeck. Von nun an bevorzugte er die deutsche Variante seines Nachnamens und ließ ihn 1903 auch offiziell in „Levetzow“ ändern. Beim Tod seines Vaters 1899 erbte er den Nießbrauch der geldlichen Substitution des dänischen Stammhauses Restrup der Familie Raben-Levetzau (einer staatlich verwalteten Sonderform des Familienfideikommisses). Dies setzte ihn in die Lage, in Sielbeck auf einer markanten Landzunge am Kellersee eine großzügige Villa erbauen zu lassen, umgeben von einem Englischen Landschaftsgarten. Die Villa, ein repräsentatives zweigeschossiges Gebäude mit reich gegliederter Rotsteinfassade, steht als hervorragendes Beispiel für späthistoristische Villenarchitektur mit hohem Anspruch und qualitätvoller Innenausstattung unter Denkmalschutz. Für die Hausbibliothek ließ er sich von Georg Otto ein heraldisches Exlibris anfertigen. Dazu erwarb er zahlreiche Grundstücke in Sielbeck, aus denen er offenbar ein Gut bilden wollte. 

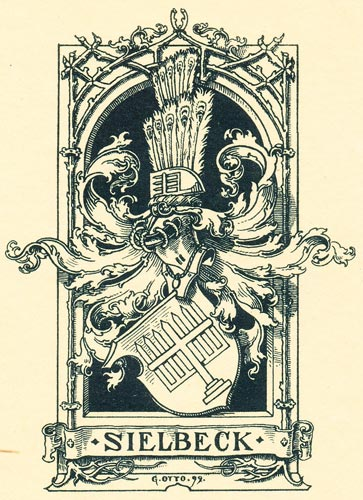
Wappen-Exlibris von Georg Otto (1899)

Der Hof blieb mit 90 Hektar (1908) jedoch relativ klein Levetzow gab sich als Großgrundbesitzer, was er aber nicht wirklich war. Schon 1907 musste Levetzow das Haus Sielbeck an Jaroslaw Marcinowski verpachten und später verkaufen. Marcinowski betrieb hier ein bekanntes psychotherapeutisches Sanatorium; danach diente das Anwesen als Genesungsheim der Hamburger Betriebskrankenkasse für staatliche Angestellte, als Lazarett und dann als Virologisches Institut unter Andreas Lembke. 2015 stand es zum Verkauf. Neuerdings entstand hier der Wohnpark Sielbeck.
Bald nach seiner Ankunft in Sielbeck und vielleicht auch geprägt durch die Schwierigkeiten beim Aufbau des eigenen landwirtschaftlichen Besitzes dort begann Levetzow, sich im Bund der Landwirte zu engagieren. Von 1902 bis 1927 leitete er den Bund der Landwirte im Fürstentum Lübeck. Auf Reichsebene war er stellvertretender Vorsitzender sowie Vorsitzender des Aufsichtsrates des bundeseigenen Verlags, der die Deutsche Tageszeitung herausgab. Nach der Vereinigung von Bund der Landwirte und Landbund zum Reichslandbund wurde Levetzow Reichslandbundführer. Er war schon im Kaiserreich ein militanter Antisemit und vertrat in der Weimarer Republik antirepublikanische Ansichten.
Zwei Kandidaturen zum Reichstag, 1903 im Reichstagswahlkreis Fürstentum Schwarzburg-Sondershausen für die Deutschsoziale Reformpartei und 1912 im Reichstagswahlkreis Provinz Schleswig-Holstein 5 für den Bund der Landwirte, waren nicht erfolgreich.
Von 1908 bis 1911 und von 1914 bis 1919 vertrat Levetzow den oldenburgischen Wahlkreis 9 (den einzigen im Fürstentum Lübeck) im Oldenburgischen Landtag. Während des Ersten Weltkriegs wurde Levetzow als inaktiver Offizier wiederverwendet und war bei der Deutschen Sanitätskommission in Bulgarien tätig.
Seit dem 20. Mai 1885 war Joachim von Levetzow verheiratet mit Walburg Clara Cornelia, geb. von Kalckreuth aus dem Hause Hohenwalde (* 26. März 1862; † 8. Dezember 1922). Der Sohn des Paares Werner (Joachim Hans-Friedrich Theodosius Wilhelm) von Levetzow (* 1. Mai 1886; † 20. Febbruar 1967) wurde Diplomat im deutschen auswärtigen Dienst.
Joachim von Levetzow wurde auf seinem Besitz in Sielbeck beigesetzt.

## Auszeichnungen
- Kommandeur des St. Alexander-Ordens[17]
- Bulgarischer Eleonoren-Orden (= Königin-Eleonoren-Kreuz)
- Wohltätigkeitsorden I. Klasse
- Hessisches Militär-Verdienstkreuz
- Ehrenkreuz II. Klasse des Fürstlichen Hausordens von Hohenzollern
- Ritter 1. Klasse des Sankt-Olav-Ordens
- Friedrich-August-Kreuz
- Rechtsritter des Johanniterordens
- Eisernes Kreuz II. Klasse
- Rote Kreuz-Medaille 2. Klasse
- Zentenarmedaille
- Eiserner Halbmond
- Osmanié-Orden 4. Klasse
- Charlottenkreuz
- Ehrenkreuz I. Klasse des Österreichischen Ehrenzeichens für Verdienste um das Rote Kreuz

## Schriften
- (Hrsg.): Von Levetzowsche Familienblätter. Heft 1–7 1900–1908 ZDB-ID 985019-3